# يان ساكسيلا
يان ساكسيلا (بالفنلندية: Janne Saksela) (14 مارس 1993 بهلسنكي في فنلندا - ) هو ممثل أفلام ولاعب كرة قدم فنلندي في مركز الدفاع. شارك مع منتخب فنلندا لكرة القدم. أما مع النوادي، فقد لعب مع نادي روفانييمن بالوسورا ونادي هلسنكي ونادي يوفاسكولا وPK-35 (men) ‏.

## وصلات خارجية
- يان ساكسيلا على موقع IMDb (الإنجليزية)

- يان ساكسيلا على موقع الاتحاد الأوربي (الإنجليزية)
- يان ساكسيلا على موقع قاعدة بيانات كرة القدم.إي يو (الإنجليزية)
- يان ساكسيلا على موقع ناشيونال فوتبول تيمز (الإنجليزية)
- يان ساكسيلا على موقع Soccerway.com (الإنجليزية)
- يان ساكسيلا على موقع عالم كرة القدم.نت (الإنجليزية)